# Jónské ostrovy
Jónské ostrovy (řecky: Ιόνια νησιά) jsou skupinou ostrovů v Jónském moři, nacházející se západně od pevninského Řecka. Tradičně jsou známy jako Heptanés ("Sedm ostrovů"; Ἑπτάνησα, Heptanēsa nebo Ἑπτάνησος, Heptanēsos; italsky: Eptaneso), avšak tato skupina zahrnuje nejen sedm hlavních ostrovů, ale také mnoho menších.
Jónské ostrovy vycházejí jako samostatný historický region ze staleté benátské nadvlády, která je chránila před muslimskými výboji Osmanské říše a formovala výraznou kulturní identitu s mnoha italskými vlivy. V roce 1864 se Jónské ostrovy staly součástí moderního řeckého státu. Administrativně nyní spadají do oblasti Jónských ostrovů s výjimkou Kythéry, která je začleněna do oblasti Attika.

## Hlavní ostrovy

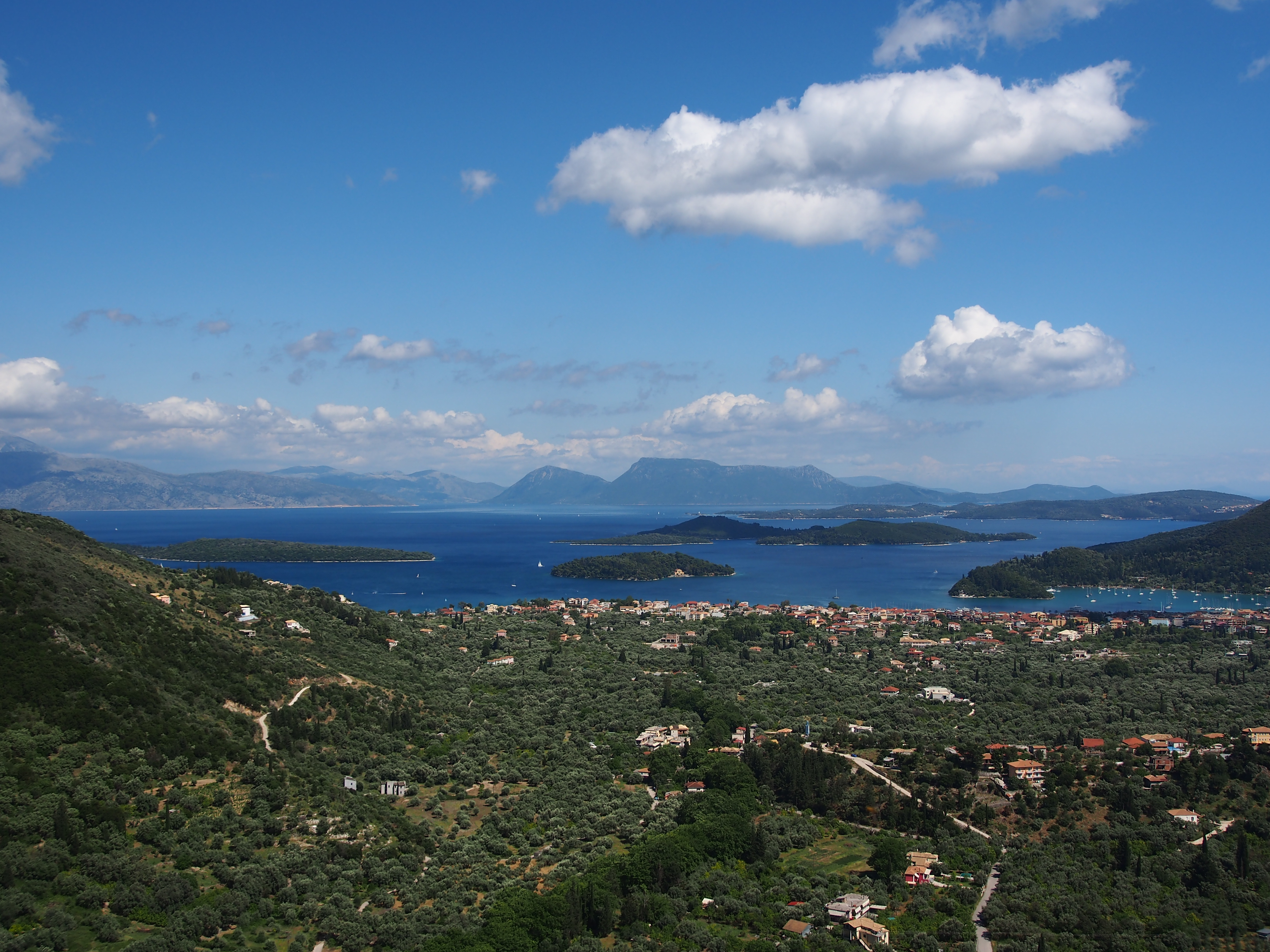
Pohled na město Nidri na ostrově Lefkada

- Kerkyra - (Κέρκυρα), znám také jako Korfu
- Paxi - (Παξοί)
- Lefkáda - (Λευκάδα)
- Ithaki - (Ιθάκη)
- Kefalonia - (Κεφαλλονιά)
- Zakynthos - (Ζάκυνθος)
- Kythira - (Κύθηρα)

Všechny tyto ostrovy kromě Kythiry se nacházejí na západním pobřeží Řecka. Ostrov Kythira se nachází jižně od poloostrova Peloponés

## Historie
Ostrovy byly osídleny Řeky velmi brzy, možná již v roce 1200 př. n. l. a určitě v 9. století př. n. l. Rané eretrijské osídlení v Kerkyře bylo vytlačeno kolonisty z Korintu v roce 734 př. n. l. V antickém Řecku byly ostrovy většinou stojatými vodami a v politickém kontextu hrály jen malou roli. Jedinou výjimkou byl konflikt mezi Kerkyrou a jejím mateřským městem Korintem v roce 434 př. n. l., který vyvolal intervenci z Athén a inicioval peloponéskou válku.
Ithaka je známá jako ostrov, který byl domovem Odyssea v Homérově epickém díle Odyssea. I přes pokusy ztotožnit historickou Ithaku se známým mýtem, geografie skutečného ostrova ne vždy odpovídá Homérovým popisům. Archeologické výzkumy odhalily nálezy jak na Kefalonii, tak na Ithace, což nahrává diskusi o přesné lokalizaci starověké Ithaky.

### Římská a byzantská nadvláda
V 4. století př. n. l. byla většina ostrovů ovládnuta Makedonskou říší, která si udržela kontrolu nad některými až do roku 146 př. n. l., kdy řecký poloostrov přešel pod nadvládu Říma. Po více než 400 letech relativního klidu se ostrovy po pádu Západořímské říše dostaly pod nadvládu Východořímské neboli Byzantské říše.

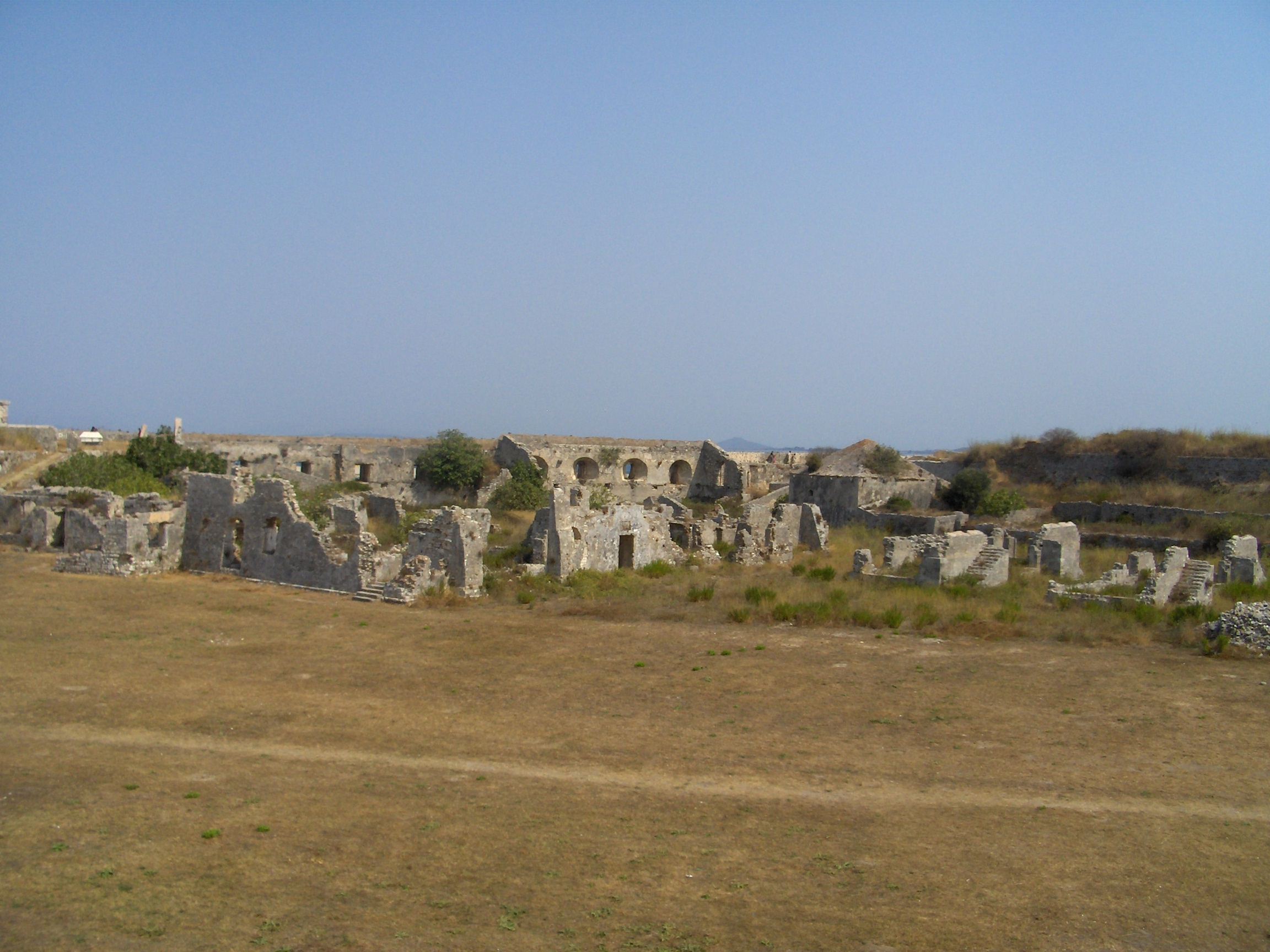
Ruiny benátské pevnosti Augia Maura ze 13. století, Lefkada

Během byzantské nadvlády, od poloviny 8. století, byly ostrovy součástí thematu Kefalénie. Často byly terčem nájezdů Saracénů a od 11. století i normanských a italských útoků. Většina ostrovů byla v roce 1185 připojena k Sicilskému království pod Vilémem II. Korfu a Lefkada zůstaly pod byzantskou nadvládou.
Kefalonia a Zakynthos se staly palatinským hrabstvím Kefalonie a Zakynthos až do roku 1357, kdy byly sloučeny s Lefkadou a Ithakou do Vévodství Leucadia pod francouzskými a italskými vévody. Ostrovy Korfu, Paxos a Kythéra byly dobyty Benátčany v roce 1204 během čtvrté křížové výpravy, staly se důležitými zámořskými koloniemi Benátské republiky a sloužily jako přestupní stanice pro námořní obchod s Levantou.

### Benátská nadvláda

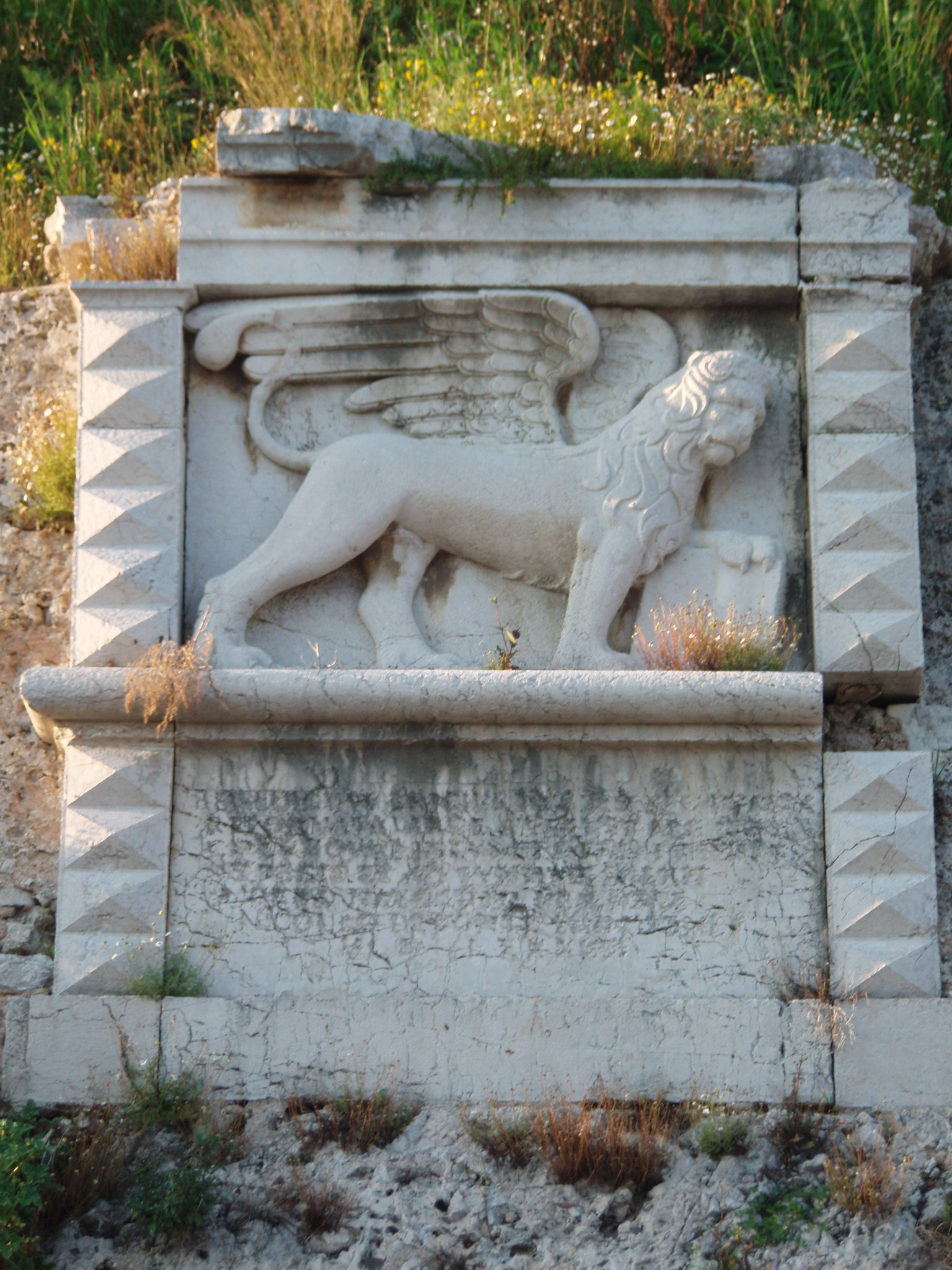
Lev svatého Marka, symbol Benátské republiky, umístěn v Nové pevnosti na ostrově Korfu.

Od roku 1204 ovládala Benátská republika Korfu a postupně se všechny Jónské ostrovy dostaly pod benátskou nadvládu. V 15. století Osmané dobyli většinu Řecka, ale jejich pokusy o dobytí ostrovů byly z velké části neúspěšné. Zakynthos připadl v roce 1482 Benátkám, Kefalonii a Ithace v roce 1483, Lefkadě v roce 1502 a Kythéra byla v benátských rukou od roku 1238.
Ostrovy tak byly jedinou částí řecky mluvícího světa, která unikla osmanské nadvládě. V té době migrovalo velké množství Řeků na Jónské ostrovy, aby unikli osmanskému pronásledování. Menší počet albánských, arumunských a slovansky mluvících křesťanů také uprchl na ostrovy, ale rychle se asimilovali do řecké většiny. Benátština byla oficiálním jazykem ostrovů a mnoho Řeků přijalo benátský jazyk pro společenský vzestup.
To bylo posíleno příchodem tisíců osadníků z jiných částí Benátské republiky, kteří vytvořili základ korfské italské komunity. Většina ostrova však zůstala etnicky, jazykově a nábožensky řecká. Mnoho korfských Italů později přešlo na řecký jazyk a náboženství, včetně osob jako Joannis Kapodistrias. V 18. století se začalo objevovat řecké hnutí za národní nezávislost a svobodu, a Jónské ostrovy se staly přirozenou základnou pro řecké intelektuály v exilu, bojovníky za svobodu a zahraniční sympatizanty. S příchodem 19. století, období romantického nacionalismu, se ostrovy stávaly stále více sebevědomými v rámci řecké identity.

### Napoleonské období

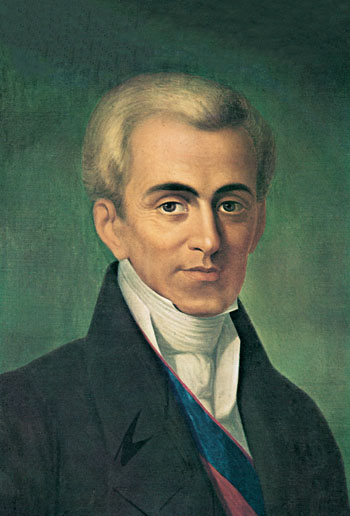
Joannis Kapodistrias z Korfu, zakladatel a první guvernér (1828-1831) moderního řeckého státu.

V roce 1797 dobyl francouzský generál Napoleon Bonaparte Benátky. Smlouvou z Campo Formio z října 1797 se ostrované ocitli pod francouzskou nadvládou, která ostrovy zorganizovala jako departementy Mer-Égée, Ithaque a Corcyre. V letech 1798-1799 rusko-osmanská flotila pod velením ruského admirála Ušakova vyhnala Francouze; vítězové založili Septinsulární republiku v letech 1800-1807 pod společnou rusko-osmanskou ochranou. Bylo to poprvé, kdy Řekové měli alespoň omezenou samosprávu od pádu Konstantinopole v roce 1453. V roce 1807 Tylžská smlouva mezi Francií a Ruskem postoupila Jónské ostrovy opět Francouzům a Francouzské císařství je převzalo.

### Příchod Britů
V roce 1809 britské královské námořnictvo porazilo francouzskou flotilu na Zakynthosu (2. října 1809) a obsadilo Kefallonii, Kythéru a Zakynthos. Francouzi se na Korfu udrželi až do roku 1814. Pařížská mírová smlouva z roku 1815 proměnila ostrovy v "Spojené státy Jónských ostrovů" pod britskou ochranou (5. listopadu 1815). V lednu 1817 Britové udělili ostrovům novou ústavu, která zahrnovala shromáždění složené z 40 členů, kteří radili britskému vysokému komisaři. Britové provedli významné změny, zlepšili komunikace, zavedli moderní vzdělávací a justiční systém a přivezli tisíce Malťanů na Jónské ostrovy.

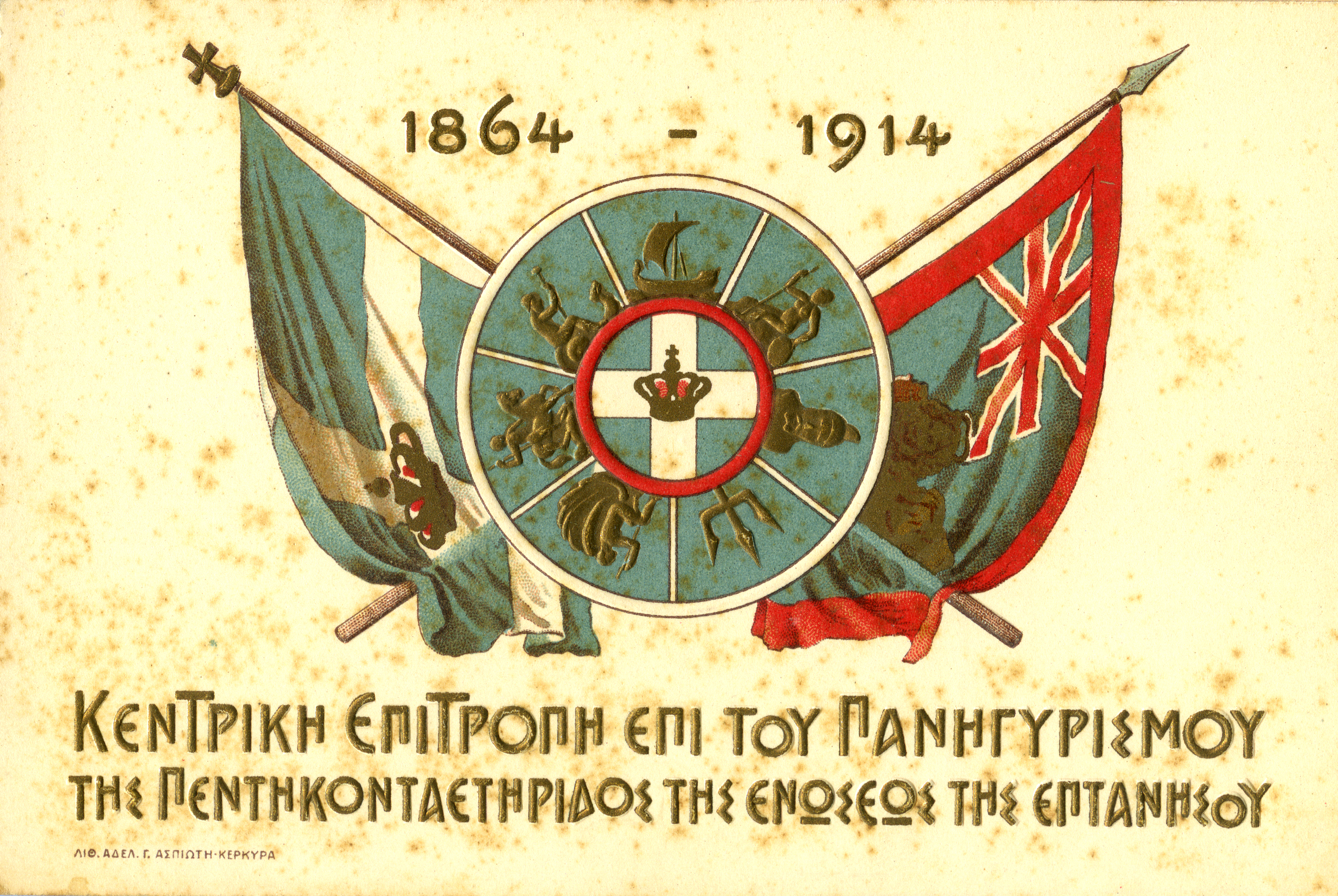
Dopisnice z roku 1914 k 50. výročí sjednocení s Řeckem zobrazuje vlajky Řecka a britského protektorátu, stejně jako symboly sedmi ostrovů: antickou loď (Korfu), trojzubec (Paxos), Odyssea (Ithaka), Venuši (Kythéra), Kefalus (Kefalonia), Svatého Jiří (Lefkada) a Zacynthus (Zakynthos).

Po vyhlášení řecké nezávislosti v roce 1830 obyvatelé ostrovů usilovali o Enosis – sjednocení s Řeckem. William Ewart Gladstone, britský státník, navštívil ostrovy a doporučil jejich postoupení Řecku. Britská vláda se však bránila, považovala ostrovy za užitečné námořní základny a měla obavy ze vztahů nového řeckého krále Oty I. k Velké Británii. V roce 1862 byl Ota I. sesazen a na jeho místo byl zvolen nový král Jiří I. Dánský.

### Unie s Řeckem

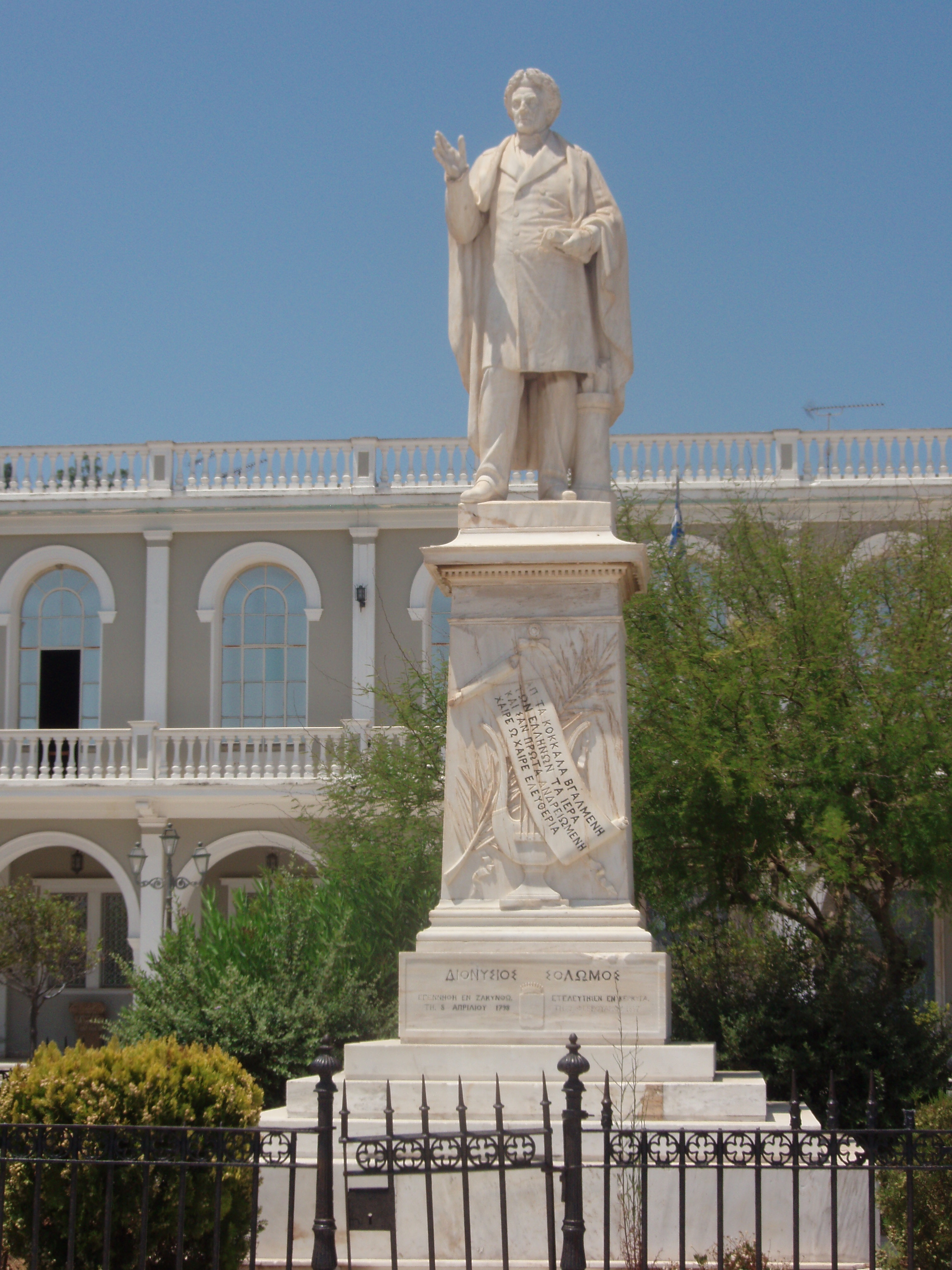
Socha Solomose na náměstí Solomos, Zakynthos

V roce 1862 se Británie rozhodla předat Jónské ostrovy Řecku jako gesto podpory s cílem posílit popularitu nového krále (pravděpodobně jako protiváha nově vzniklému italskému státu). Dne 2. května 1864 Britové odpluli a ostrovy se staly třemi provinciemi Řeckého království, přesto si Británie ponechala přístav Korfu. Oficiálně se Jónské ostrovy k Řecku připojily 21. května 1864. Princ Filip Řecký a Dánský se narodil na Korfu v roce 1921 a vyrostl jako britský princ Philip, vévoda z Edinburghu. V roce 1923 dočasně obsadili Italové Korfu na rozkaz Mussoliniho.

### Druhá světová válka
Během druhé světové války, v roce 1941, kdy síly Osy obsadily Řecko, byly Jónské ostrovy (s výjimkou Kythéry) předány Italům. Řecké civilní úřady, dlouhodobě vystavené italskému expanzionismu, byly v rámci příprav na poválečnou anexi nahrazeny Italy. V roce 1943 Němci nahradili Italy a deportovali staletou židovskou komunitu na Korfu na smrt. V roce 1944 byla většina ostrovů pod kontrolou hnutí odporu EAM/ELAS a od té doby zůstaly baštou levicových nálad.

### Dnes

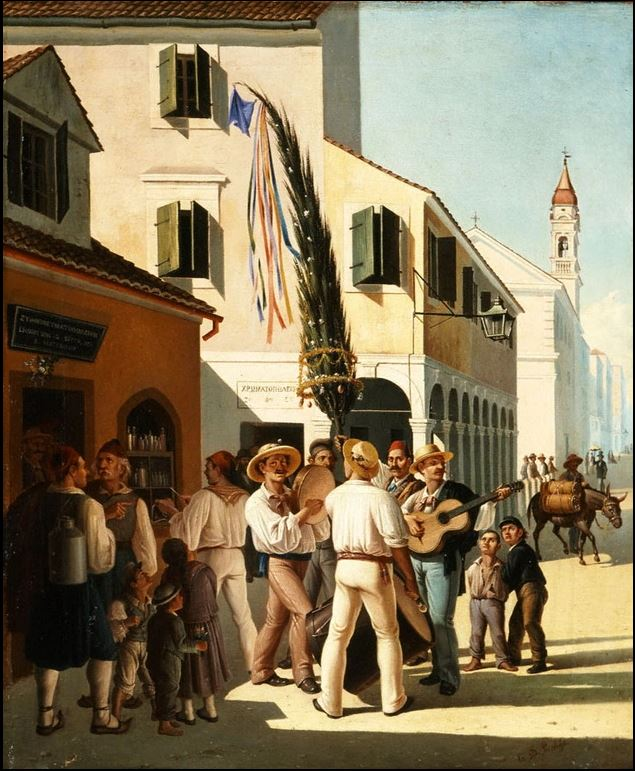
Karneval v Kerkyře od Charalambose Pachise.

Dnes jsou všechny ostrovy součástí řeckého regionu Jónské ostrovy, s výjimkou Kythéry, která patří do regionu Attika. Kerkyra má 103 300 obyvatel (včetně Paxos), Zakynthos 40 650, Kefallonia 39 579 (včetně Ithaky), Lefkada 22 536, Ithaka 3 052, Kythera 3 000 a Paxi 2 438.
V posledních desetiletích ostrovy ztratily velkou část své populace v důsledku emigrace a úpadku tradičních průmyslových odvětví, rybolovu a okrajového zemědělství. Dnes je jejich hlavním průmyslovým odvětvím cestovní ruch. Konkrétně Kerkyra se svým přístavem, krajinou a bohatstvím zřícenin a hradů je oblíbenou zastávkou výletních lodí. Zejména britské turisty láká četba sugestivní knihy Geralda Durrella "Moje rodina a jiná zvířata" z roku 1956, která popisuje jeho dětství na Kerkyře ve 30. letech 20. století. Román a film "Mandolína kapitána Corelliho" se odehrává na Kefalonii, kde je kapitán Corelli součástí italských okupačních sil během druhé světové války.